# Marie Tussaud
Marie Tussaud (n. 1 decembrie 1761, Strasbourg, Franța - d. 16 aprilie 1850, Londra, Anglia) este cunoscută pentru sculpturile sale și pentru Madame Tussauds, muzeul figurilor de ceară din Londra.